# پنه‌لوپه (فیلم ۱۹۶۶)
پنلوپه (انگلیسی: Penelope) یک فیلم سینمایی آمریکایی در ژانر کمدی و فیلم سرقت به کارگردانی آرتور هیلر است که در سال ۱۹۶۶ منتشر شد.

## بازیگران
- ناتالی وود
- یان بانن
- پیتر فالک
- جاناتان وینترز
- لیلا کدرووا
- لو جاکوبی
- کارل بالانتینه
- دیک شاون
- جروم کوان